# Jonne Halttunen
Jonne Halttunen (Jyväskylä, Finlàndia, 13 de desembre de 1985) és un copilot de ral·li finlandès, el qual disputa habitualment el Campionat Mundial de Ral·lis amb el pilot Kalle Rovanperä. Ha estat campió mundial els anys 2022 i 2023.

## Trajectòria
Halttunen comença a fer habitualment de copilot l'any 2008. Disputa per primera vegada una prova del Campionat Mundial de Ral·lis la temporada 2011, al Ral·li de Finlàndia, tot acompanyant al pilot finlandès Santeri Jokinen amb un Honda Civic Type-R.
A partir d el'any 2017 esdevé el copilot del finlandès Kalle Rovanperä, de tant sols 17 anys.  Aquell any debuten a la categoria WRC 2 amb un Ford Fiesta R5 al Ral·li de Gal·les i també corren el Ral·li d'Austràlia, on aconsegueixen puntuar dins la classificació general i imposar-se a la categoria WRC 2. A la següent temporada, la parella fitxen per l'equip Škoda Motorsport, on disputen diverses proves de la categoria WRC 2 i, puntualment, alguna del Campionat de Ral·lis Àsia-Pacífic. Finalment, la temporada 2019, disputen la nova categoria WRC 2 Pro, una categoria que tan sols es disputaria aquella temporada i que va ser una variant de la WRC 2. Rovanperä i Hakttunen s'imposarien en aquesta nova categoria clarament, aconseguint a més cinc victòries.
L'any 2020, Rovanperä i Halttunen fan el salt definitiu a primera línia de la mà de l'equip oficial Toyota Gazoo Racing WRT. Aquella primera temporada finalitzen en cinquena posició, mentre que a la següent ho farien en quarta, guanyant el  Ral·li d'Estònia i el Ral·li Acròpolis.
L'any 2022 guanyen amb solvència el Campionat Mundial de Ral·lis, on s'imposen en sis de les proves, repetint l'èxit mundial a la següent temporada, aquest cop amb tres victòries. Malgrat els dos títols consecutius, de cara a la temporada 2024 Rovanperä sorprengué a tothom anunciant que, per motius personals, tan sols disputaria un calendari parcial de proves i no la temporada completa, tot i això, guanyarien 4 proves.